# FM North Wave
株式会社FM NORTH WAVE，是以日本北海道地区为主要广播对象的一家FM广播电台。1993年开局。是日本FM聯盟（JFL）的加盟局。

## 历史
- 1992年获得广播许可，会社设立。
- 1993年广播开始，为全日本第41家、北海道第2家民放FM广播局。设立札幌、札幌大通、小樽、函馆、旭川、带广、钏路中继站。
- 2001年，与韩国国际广播电台开始交流。
- 2011年，通过LISMO WAVE和Ustream同步广播。
- 2015年，通过radiko同步广播。